# ViFlow
Viflow (Eigenschreibweise viflow oder auch ViFlow) ist eine Software für die Geschäftsprozessmodellierung zur grafischen Abbildung und Verbesserung von Abläufen in Unternehmen und deren Darstellung im Intranet. Hersteller der Software ist das Unternehmen ViCon GmbH aus Hannover (Deutschland).

## Überblick
viflow verwendet zur grafischen Darstellung Microsoft Visio. Dazu ist Microsoft Visio vollständig in die Software viflow integriert und erweitert diese um zusätzliche Funktionen zur zentralen Pflege von Inhalten und zur webbasierten Veröffentlichung für die Geschäftsprozessmodellierung.
Viflow wird mit 43.000 Lizenzen bei 8.200 Unternehmen in 45 Ländern eingesetzt (Stand 2020).

## Historie
Die erste Version von viflow wurde von der ViCon GmbH im September 2000 erstmals als ViFlow 2000 veröffentlicht. Darauf folgten die Versionen ViFlow 2002 (Januar 2002) und ViFlow 2003 (April 2004).
Ab März 2006 verzichtete der Hersteller auf die Jahreszahl in der Versionsbezeichnung und veröffentlichte die Version ViFlow 4. Im Mai 2010 erschien dann die Version ViFlow 4.5, im Februar 2013 die Version 5 und im Juni 2016 die Version 6 (mit dieser Version wurde auch die Schreibweise des Programmnamens von „ViFlow“ auf „viflow“ geändert). Im Jahr 2020 erschien viflow 7 und wurde 2021 durch viflow 8 abgelöst. Die Software viflow wird seit April 2023 auch im Abonnement angeboten. Diese Version hat keine Versionsnummer im Namen und ist hinsichtlich der Funktionen immer die aktuellste Version. Zeitgleich gibt es weiterhin eine Kauflizenz, seit Mai 2024 ist das viflow 9. viflow 9 verfügt nicht über den vollen Funktionsumfang der aktuellen Version viflow (Abo).
| Version      | Zeitraum        |
| ------------ | --------------- |
| ViFlow 2000  | 09/2000–01/2002 |
| ViFlow 2002  | 01/2002–04/2004 |
| ViFlow 2003  | 04/2004–03/2006 |
| ViFlow 4     | 03/2006–05/2010 |
| ViFlow 4.5   | 05/2010–02/2013 |
| ViFlow 5     | 02/2013–06/2016 |
| viflow 6     | 06/2016–02/2020 |
| viflow 7     | 03/2020–05/2021 |
| viflow 8     | 06/2021–04/2024 |
| viflow (Abo) | 04/2023–heute   |
| viflow 9     | 05/2024–heute   |

## Funktionsweise
In viflow werden Unternehmensabläufe als „Prozesse“ bezeichnet. Ein Prozess kann beliebig durch weitere Unterprozesse detaillierter beschrieben werden. Als Prozess kann man zum Beispiel den Ablauf der „Auftragsabwicklung“ bezeichnen. Dieser Prozess wird in viflow grafisch beschrieben und mit weiteren Informationen (Wer macht was? Was wird dafür benötigt?) versehen. Standardeinstellung für die grafische Darstellung ist die Swimlane-Darstellung, durch die die an einem Prozess beteiligten Bereiche (Abteilungen, Personen, Systeme) als waagerechte „Schwimmbahnen“ dargestellt werden und die durchzuführenden Tätigkeiten als Prozesskästchen innerhalb dieser Bahnen platziert werden. Die weitergegebenen Informationen (Dokumente, Daten) werden als Pfeilverbindungen zwischen den Prozesskästchen modelliert.
In der grafischen Gestaltung ist man aber prinzipiell frei und kann nahezu alle Möglichkeiten von Microsoft Visio ausschöpfen. So ist auch die Darstellung der Prozesse nach den Konventionen der EPK-, BPMN-, Turtle-, FlowChart-Methode möglich.
Die mit viflow erfassten und gesammelten Informationen können als Webdarstellung erzeugt werden, sodass diese in einem firmeninternen Intranet allen Mitarbeitern zur Verfügung gestellt werden können.

### Editionen und Varianten
Der Hersteller bietet die Software in drei Editionen an: blue, silver und gold. Voraussetzung für den Betrieb ist die Software Microsoft Visio (ab Version 2019).
Die Oberfläche der Software ist in den Sprachen Deutsch, Englisch, Französisch, Ungarisch, Spanisch, Niederländisch und Italienisch verfügbar.

### Addons und ergänzende Produkte
Die Leistungsfähigkeit von viflow lässt sich mit dem Einsatz von Addons erweitern. Aktuell sind die Addons viflow DMS (für die Dokumentenlenkung), viflow easy plan (für  ein prozessbezogenes Aufgabenmanagement) und viflow tracker (für die Nutzungsanalyse) verfügbar.
Angeboten werden außerdem viflow Models. Hierbei handelt es sich um Referenzprozesse mit zusätzlichen Dokumenten und Informationen für bestimmte Einsatzgebiete:
- QM-System ISO 9001:2015
- Personalprozesse
- Prozesse im Automobilhandel
- Prozessmodell für Unternehmen der Immobilienbranche
- Prozesse für die Implementierung eines Datenschutzmanagements
- auf ITIL® 4 ausgerichtete Prozesse

## Einsatzgebiete
Mit viflow können Arbeitsabläufe von Unternehmen visualisiert und interaktive Prozessdokumentationen erstellt werden. Außerdem wird viflow eingesetzt, um einzelne oder integrierte interaktive Managementsysteme zu erstellen, Qualitätsmanagementsysteme zu beschreiben und Qualitätsmanagementhandbücher (QM-Handbücher) papierlos zu erstellen. Weiterhin kann es für die Dokumentation von IT-Systemen, Projekten und klinischen Behandlungspfaden eingesetzt werden.

## Abgrenzung
viflow ist eine Software zur Geschäftsprozessmodellierung, mit der der Benutzer dieser Software die Abläufe in seinem Unternehmen grafisch darstellen kann, um sich dieser bewusst zu werden und andere Mitarbeiter darüber zu informieren. Die Software erkennt nicht automatisch eventuelle Schwachpunkte in Prozessen und schlägt auch keine Verbesserungsmaßnahmen vor.
Darüber hinaus handelt es sich auch nicht um ein Workflow-System, das reale Prozesse tatsächlich ablaufen lässt und auch nicht um ein Dokumentenmanagement-System zur Verwaltung von Formularen etc. Es kann aber eine Verknüpfung zu den in Prozessen verwendeten Dokumenten erstellt werden.